# Peugeot 107
 Ikke at forveksle med Peugeot 1007.
Peugeot 107 er en fortrinsvis til det europæiske marked beregnet mikrobil fra Peugeot med fire siddepladser og enten tre eller fem døre. Bilen kom på markedet i midten af 2005 og er næsten identisk med Citroën C1 og Toyota Aygo. Til dagligt fremstilles der af de tre modeller til sammen over 1000 eksemplarer hos TPCA i Kolín, Tjekkiet.
107 er den mindste personbil fra Peugeot og afløste Peugeot 106, som blev bygget mellem efteråret 1991 og sommeren 2003, og skal ikke forveksles med den næsten samtidig introducerede lille MPV Peugeot 1007.

## Drivlinie
Den fra Daihatsu Sirion hentede VVT-i-benzinmotor på 1,0 liter med 12 ventiler er i dag den eneste tilgængelige motor. Den trecylindrede motor opfylder Euro4-normen og yder 50 kW (68 hk). Filou-modellen kan som ekstraudstyr leveres med den femtrins automatiserede manuelle gearkasse 2-tronic. I Polen, Tjekkiet og Østrig samt visse andre europæiske lande har modellen som alternativ til VVT-i-benzinmotoren tidligere kunnet fås med en 1,4-liters HDi-dieselmotor med 40 kW (54 hk).

## Særlige kendetegn
De bageste sideruder er på tredørsmodellen faste og på femdørsmodellen hængslede, hvorved blandt andet rudeføring og optræk spares. Listen over ekstraudstyr tilgængeligt fra fabrikken omfatter kun få positioner, hvilket forenkler produktionsforløb og lagerbeholdning: Gardinairbags fås (undtagen til Street Racing) som ekstraudstyr, mens ESP og klimaanlæg fås som ekstraudstyr til alle versioner med undtagelse af grundmodellen Petit Filou.
Bilen har en vendekreds på kun 9,46 m og er ikke egnet til anhængerkørsel. Brændstofforbruget ligger på 4,6 liter superbenzin og CO2-udslippet på 109 g/km. Peugeot 107 kunne − sammen med søstermodellerne fra Citroën og Toyota − i VCD-miljøtesten i såvel 2005, 2006 som 2007 placere sig som bedste ikke-hybridbil. I et højskoleprojekt hos HTW des Saarlands kunne CO2-emissionerne gennem ombygning til autogas og yderligere forbrugsreducerende foranstaltninger reduceres til 90,9 g/100 km, altså på niveau med hybridbiler
- Bagfra
- Peugeot 107 femdørs (2005–2009)

### Facelifts
I starten af 2009 gennemgik 107 et facelift, hvor frontdesignet blev ændret mens bilens teknik forblev stort set uforandret.
- Peugeot 107 femdørs (2009–2012)

I starten af 2012 fik 107 yderligere et facelift, hvor ændringerne faldt omfangsrigere ud end i 2009.
Så f.eks. blev kølergrillen på fronten mindre og 107 har nu fået LED-dagkørelys. Peugeot-emblemet befinder sig nu uden kromrande på motorhjelmen. I kabinen kan den faceliftede model kendes på et nyt rat og forbedrede materialer.
- Peugeot 107 tredørs (2012−)
- Bagfra

## Modelvarianter

### 2005−2012
- Petit Filou (basismodel med servostyring og fire airbags)
- Filou (som Petit Filou samt sidebeskyttelseslister, el-ruder, centrallåsesystem og delt bagsæde)
- Street Racing (specialmodel kun som tredørs; som Filou samt ekstra optiske designelementer, alufælge og læderrat)
- Sweet Years (som Filou samt navigationssystem, klimaanlæg og ESP)

### 2012−
- Access (basismodel)
- Active (som Access samt sidebeskyttelseslister, tågeforlygter, læderrat og radio)
- Envy (som Access og Active samt LED-dagkørelys og mørkere side- og bagruder)

## Tekniske specifikationer
| Model       | Cylindre | Ventiler | Slagvolume cm³ | Max. effekt kW (hk) / omdr. | Max. drejningsmoment Nm / omdr. | Motorkode    | 0-100 km/t sek. | Topfart km/t | Byggeår     |
| ----------- | -------- | -------- | -------------- | --------------------------- | ------------------------------- | ------------ | --------------- | ------------ | ----------- |
| Benzinmotor |          |          |                |                             |                                 |              |                 |              |             |
| 1.0         | 3        | 12       | 998            | 50 (68) / 6000              | 93 / 3600                       | 1KR-FE       | 14,2            | 157          | 2005 −      |
| Dieselmotor |          |          |                |                             |                                 |              |                 |              |             |
| 1.4 HDi1    | 4        | 8        | 1398           | 40 (54) / 4000              | 130 / 1750                      | 2WZ-TV (DV4) | 16,8            | 154          | 2006 − 2008 |

1 Kun for visse eksportlande